# 元泰
元 泰（げん たい、? - 528年）は、北魏の皇族。字は達磨。

## 経歴
高陽王元雍の嫡子として生まれた。中書侍郎となった。まもなく通直散騎常侍・鎮東将軍・太常卿に転じた。528年4月、河陰の変が起こると、父とともに殺害された。侍中・特進・驃騎大将軍・太尉公・定州刺史・高陽王の位を追贈された。諡を文孝といった。
子の元斌が後を嗣いだ。

## 伝記資料
- 『魏書』巻21上 列伝第9上
- 『北史』巻19 列伝第7